# Conferencia web

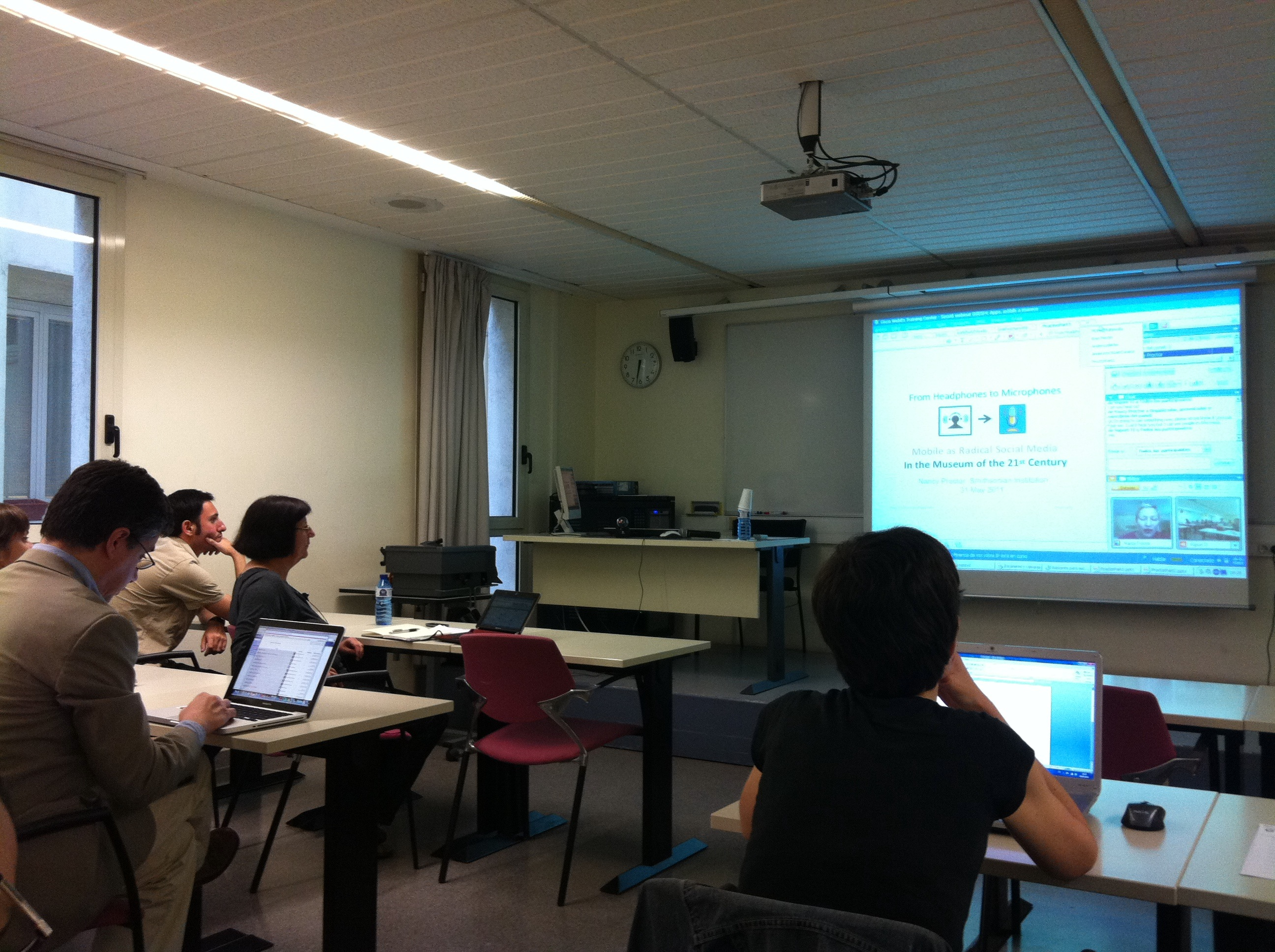
Celebración de un seminario web.

Una conferencia web o conferencia en línea es un término usado para referirse a varios tipos de servicios de colaboración en línea entre participantes. Es una manera de compartir información (documentos y aplicaciones), impartir una charla o desarrollar un curso en tiempo real con la misma calidad que si se llevara a cabo en un aula. Se usa también para hacer presentaciones de productos o servicios. Existen aplicaciones en las cuales el usuario puede pedir la palabra y hablar, hacer preguntas e interactuar con el interlocutor, y también pueden incluir un chat incluido en la página de la conferencia.
Dentro de las conferencias web se encuentran los seminarios web o webinarios, del inglés webinar, una abreviatura de web seminar ('seminario web').

## Diferencias entre videoconferencia web, seminario web y videoconferencia
- Las videoconferencias web son reuniones virtuales a través de internet cuyos participantes trabajan en distintas ubicaciones físicas. La sala de reuniones real se sustituye por el escritorio del ordenador del anfitrión de la reunión (la persona que la ha organizado). Cada participante se sienta ante su propio ordenador, donde puede ver todo lo que el presentador va mostrando en su pantalla (función de escritorio compartido). Durante la reunión en línea, el anfitrión puede ceder el papel de presentador a cualquiera de los demás participantes. En esencia, las conferencias web poseen características similares a las reuniones ‘en persona’, porque permiten que los asistentes interactúen entre sí (principio de comunicación ‘de muchos a muchos’). En las conferencias web participan entre dos y veinte personas,[cita requerida] pudiendo compartir documentos y aplicaciones. Las videoconferencias web se utilizan además para formación presencial a distancia de usuarios y empleados, brindar consultorías o trabajo colaborativo de grupos entre personal, clientes o socios.Anuncio de un webinario en Argentina

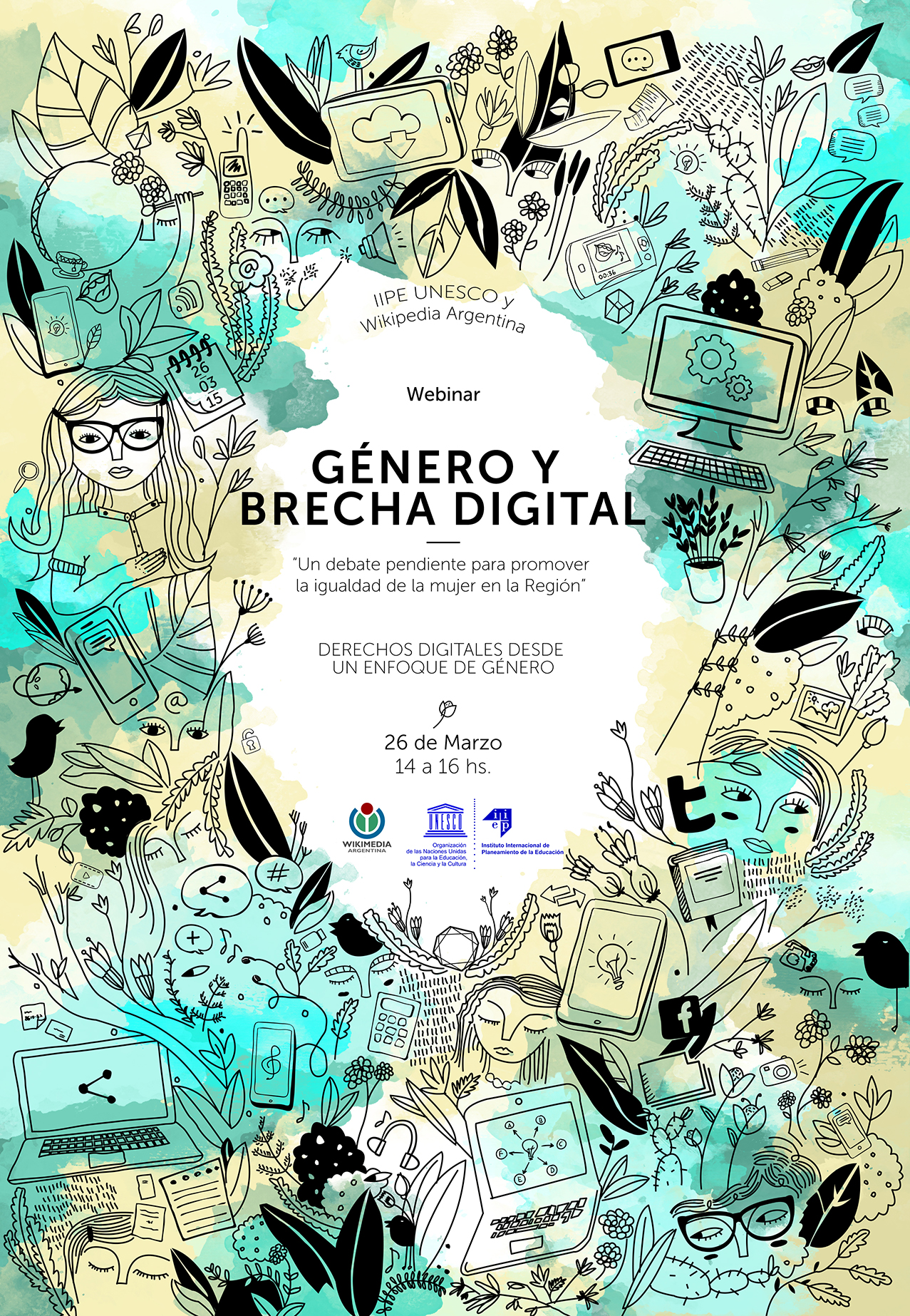
Anuncio de un webinario en Argentina

- En cambio los seminarios web se utilizan básicamente para formación en línea o eventos en línea, como conferencias de prensa, y pueden tener más de 100 participantes. Las soluciones para seminarios web facilitan considerablemente el proceso de invitación y la presentación de información a grandes audiencias (principio de comunicación ‘de uno a muchos’). Para realizar un webinar o conferencia web, es necesario contar con conexión a Internet y un software apropiado, el cual permita compartir la pantalla y demás aplicaciones de quien organiza el evento. Es posible interactuar en tiempo real con gente que se encuentra distribuida en distintas partes del mundo. A diferencia de una videoconferencia, el webinar o conferencia web, permite la interacción de sus participantes. La conferencia web puede ser utilizada para impartir cursos con un significativo ahorro de costos, realizar reuniones, entrevistas, iniciar discusiones, chat, sondeos, encuestas, sesiones de preguntas y respuestas, etc. El webinar es concebido como una instancia sincrónica de comunicación pero, en el caso de no poder participar, cabe la posibilidad de acceder a una grabación. Teniendo en cuenta que los participantes se encuentran dispersos en distintos puntos geográficos y pueden estar realizando distintas tareas (multitarea) al mismo tiempo, el presentador enfrenta el desafío de cautivar a su audiencia a través de la presentación y la organización del material a compartir. La ausencia del contacto visual y del lenguaje corporal son otros factores a tener en cuenta. Los webinars ofrecen un gran potencial en el campo educativo siempre y cuando se tomen las decisiones pedagógicas adecuadas, ofreciendo un espacio enriquecedor de diálogo, intercambio y aprendizajes, evitando que se asemeje a un webcast, en donde la información es unidireccional. Se desarrollan en un tiempo limitado y, además de la formación, son considerados como una buena herramienta de marketing.[4]
- Las videoconferencias sirven básicamente para transmitir señal de vídeo en directo a los participantes, así como para el uso de documentos y archivos sin necesidad de realizar previamente el envío de ellos a sus destinatarios y poder trabajar de forma conjunta y colaborativa entre los asistentes.

### Algunas aplicaciones de webinarios

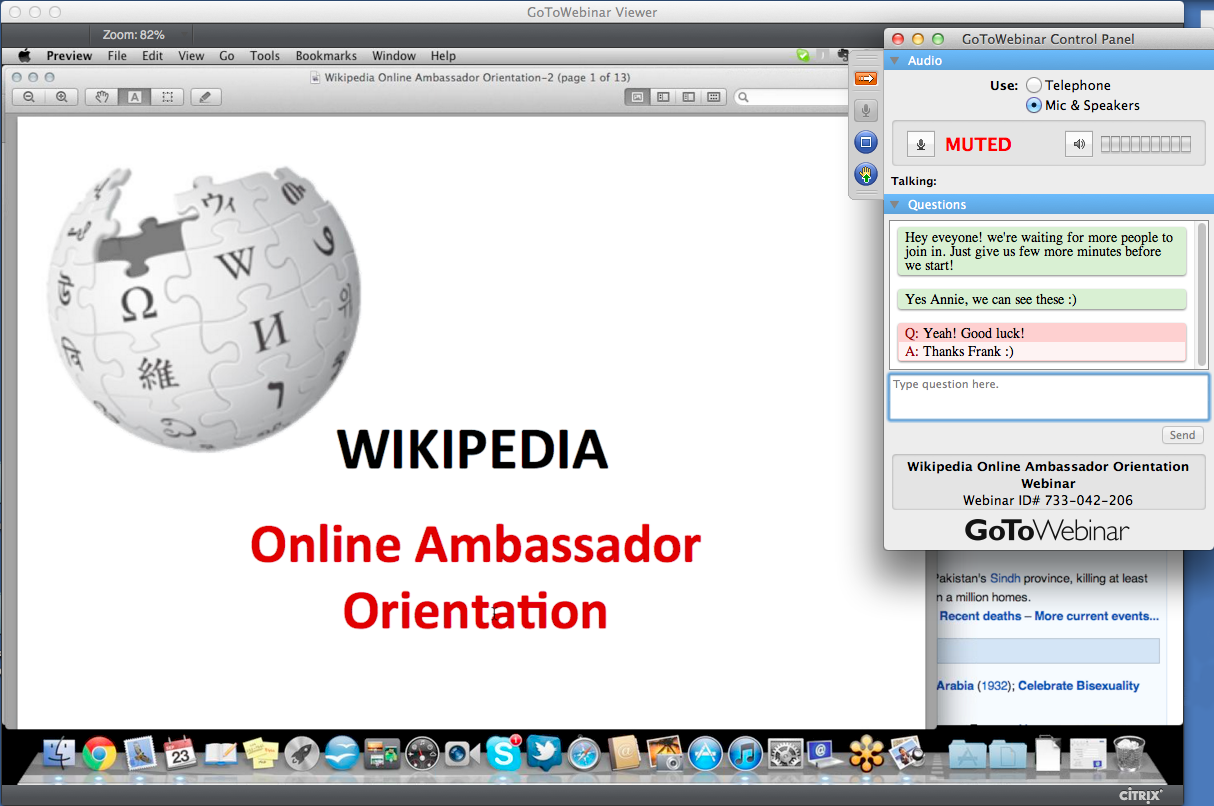
Seminario web de Wikipedia

Los seminarios web tienen, como principal característica, ofrecer a los asistentes de un curso la posibilidad de interactuar con el docente o instructor o con sus pares como si estuvieran en el mismo ámbito físico. Esta técnica hace que la educación a distancia se parezca mucho a la forma tradicional de tomar un curso. Murray y Randall presentan una experiencia integradora de seminario web y blogs  en un curso seminario de pregrado en química y bioquímica para estudiantes de diferentes estados. Analizando el blog se demostró que más del 80 % de las entradas de los estudiantes al blog, indicaron una fuerte presencia del instructor en la conferencia. Todo esto, con un bajo costo, permite una alta calidad y diversidad de oradores para el dictado de conferencias.
Existen cientos de experiencias del dictado de seminarios de perfeccionamiento a distancia, pero este no es el único uso posible. Otro uso de webinar en medicina es la ayuda a pacientes crónicos.
Los seminarios web tienen diferentes aplicaciones como por ejemplo publicitaria y de presentación de un curso en línea o para atraer clientes a un proyecto de Internet.
Un seminario web es un seminario en Internet, se utilizan para dar charlas de formación o de otro tipo mediante la utilización de herramientas de Internet para tal efecto.
Un seminario web puede ser utilizado tanto para dar clases, realizar mentorías o simplemente para conversar entre los ponentes con la participación de los visitantes que en algunos casos pueden preguntar e interactuar con los ponentes.
Pueden ser grabados previamente o en vivo, son talleres, conferencias y charlas que se transmiten a través de Internet por medio de las plataformas que permiten esta interacción.
Los seminarios web comenzaron siendo una herramienta de mercadotecnia para informar o promocionar pero poco a poco se están convirtiendo en una manera de dictar clases o realizar cursos en línea, y son especialmente interesantes porque la mayoría de ellos son gratis.

## Principios de las conferencias web
La organización de la mayor parte de las conferencias web depende de un par de sencillos pasos: 
1. El organizador de la reunión envía un correo electrónico con las invitaciones que contienen un enlace a una URL y una ID de usuario para acceder a la reunión.
2. En el momento de comenzar el encuentro cada participante introduce su identificación de usuario (ID) para la reunión en línea.
3. Una vez iniciada la sesión, los participantes pueden ver el escritorio del ordenador del presentador de la reunión y compartir con él documentos y aplicaciones.

Durante la reunión en línea, el rol de presentador puede ser llevado adelante por cualquiera de los participantes, y éstos podrán ver todo lo que vaya mostrando el nuevo presentador en su escritorio. La mayoría de las soluciones para conferencia web, además, permiten a los asistentes ceder el control de su ratón y su teclado al escritorio del presentador. Este a su vez puede decidir si pasa el control del ratón y el teclado a una persona en particular o a todos los participantes.

## Instalación: servicio hospedado frente a servidor interno
Las soluciones para reuniones en línea se pueden instalar de dos formas: en un servidor web que aloje el fabricante, o en un servidor propio. Si el cliente decide adquirir un servicio hospedado, la solución se instalará en un servidor web que proporcionará el fabricante y el cliente solo tendrá que pagar una cuota por su utilización. En cambio, los clientes pueden adquirir una licencia de servidor, que les autorizará a instalar la solución en el servidor interno, o si el proveedor lo ofrece público y plataformas basadas en la nube. Las ventajas de optar por un servidor propio son:
- Mayor ancho de banda disponible.
- Gestión directa de los participantes en las reuniones, lo que permite una mayor confidencialidad, aumentar el límite máximo de participación por sesión y ofrecer servicios de conferencia a terceros.
- Personalización del entorno propio u ofrecido a corporaciones, editoriales, centros educativos o academias. Si los clientes tienen una configuración de alta seguridad y un índice de utilización elevado, suelen preferir la instalación interna.

## Funcionalidades
Las conferencias web ofrecen una amplia gama de funcionalidades y prestaciones, destinadas a incrementar la eficacia de las reuniones y la capacidad de comunicación. Entre ellas:
- Aplicaciones compartidas
- Educación en línea.
- Múltiples cámaras y audios.
- Escritorio compartido
- Grabación de sesiones
- Personalización de las salas.
- Cesión del control del teclado y el ratón a una persona en particular o a todos los participantes (permitiendo así a éstos manipular el documento que esté abierto en ese momento en el escritorio del presentador).
- Cambio de presentador durante la reunión.
- Realización de encuestas durante el desarrollo de la reunión.
- Herramientas para notas y dibujos.
- Pizarra.
- Chat.
- Integración de la solución para conferencia web con los clientes de correo electrónico para distribuir de forma muy práctica los correos con las invitaciones.
- Comunicación bidireccional (en algunas plataformas)
- Posibilidad de grabar las reuniones (en algunas plataformas).
- Sistemas de evaluación.
- Entablar conversaciones entre dos o más interlocutores (en algunas plataformas)

## Seguridad
La gran mayoría de las soluciones para conferencia web utilizan protocolo de cifrado SSL de 128 bits para el acceso seguro a las salas de conferencia y alguno a 256 bits, no obstante estos niveles quedan ya obsoletos.
Por el momento solo la plataforma NETConference es capaz de ofrecer un nivel superior a los 1024 bits, nivel que actualmente usan las plataformas financieras y bancarias, así como de encriptar las propias comunicaciones hasta 4096 bits, lo que le convierte en la plataforma de comunicaciones más segura y la única capaz de ser usada por todos aquellos que se encuentren incluidos en alguno de los niveles de la Ley Orgánica de Protección de Datos española.

## Licencias
Los proveedores ofrecen diferentes modelos de licencia para las soluciones web, desde una tarifa plana mensual hasta el pago por usuario más una cuota anual por el servicio, pasando por el pago por participante y por duración de la reunión (pago por uso), los más costosos y antiguos incluso separan el coste por uso de video y de audio, por medio de llamada telefónica internacional a un número centralizado al que deben llamar todos los asistentes.
Las tarifas planas permiten realizar todas las actividades que se deseen las veinticuatro horas del día. Este tipo de licencias suele ser muy recomendado para todo tipo de usuarios, ya que el pago por uso suele encarecer el coste final con muy poco uso. Sin embargo, algunos proveedores no brindan tarifa plana real, sino que cobran un plus a partir de una cierta cantidad de horas de uso.
Las licencias, en general, suelen ser por Usuario o Servicio:
- Licencia de usuario único (cada usuario debe tener una licencia para poder hacer uso de la misma).
- Licencia de usuario corporativo (paquete de licencias de usuarios para que el cliente final las distribuya entre los asistentes).
- Licencia de Sala, (que incluye a los usuarios que accedan en cada momento a dicha sala).
- Licencia de Servidor, (incluye todas las salas que el cliente necesite en un mismo servidor dedicado, ya sea en infraestructuras propias del cliente o del proveedor).

Con las Licencias de Sala o de Servidor, múltiples personas pueden celebrar reuniones en línea simultáneamente. Además ofrecen funciones administrativas con las que los administradores pueden gestionar de manera centralizada las licencias de usuario, definir características y funcionalidades para cada usuario.

## Programas para webinarios gratuitos y profesionales
Existen diferentes herramientas que podemos utilizar para realizar un webinar gratuito. Los programas más utilizados son Google Hangout, TeamViewer, WebEx Meetings Basic y Anymeeting. Al ser herramientas gratuitas tendremos algunas limitaciones como el número de invitados que podemos tener y la calidad de la imagen. Existen algunas otros programas profesionales que privilegian el uso de algunas herramientas en el desarrollo del webinario. Las siguientes son algunas plataformas disponibles:
- NETConference
- Zoom
- Cisco WebEx
- Onstream Webinars
- GoToWebinar
- Adobe Connect
- ClickWebinar
- omNovia
- ReadyTalk
- MegaMeeting
- iLinc
- AnyMeeting
- Open Webinars
- Gruveo (enlace roto disponible en Internet Archive; véase el historial, la primera versión y la última).

## Seminario web como estrategia de formación
En algunos casos el webinar es conceptualizado como una estrategia con alto potencial de formación entre expertos utilizando las herramientas o recursos tecnológicos disponibles
en la red y permite el desarrollo de prácticas profesionales utilizando las TIC.
El webinar, concebido de este modo, es una poderosa herramienta de comunicación en un entorno virtual que se utiliza ampliamente en el ámbito educativo. Sin embargo, suele subestimarse la potencialidad que tiene esta herramienta para promover el aprendizaje significativo. Muchas veces, se usa al webinar como una mera retransmisión unidireccional por Internet (webcast). Sin embargo, existe en la actualidad una tendencia a considerarla un excelente recurso para la construcción de aprendizajes, de diálogos y de encuentros.
Es una práctica innovadora en la formación, con la suficiente flexibilidad para los docentes, tanto para aquellos que no cuentan con experiencia en el uso de la tecnología como para quienes- teniendo conocimientos en el empleo de las TIC- quieren utilizar estas plataformas de manera creativa. Varias experiencias en Latinoamérica han sido significativas e innovadoras. Esta práctica se puede replicar en cualquier contexto educativo, con bajo costo y con beneficios en la calidad educativa, teniendo en cuenta que es la pedagogía la que sustenta el proyecto y permite la apropiación de las herramientas tecnológicas y la inclusión de las mismas. Se generan ambientes de aprendizaje colaborativo que sirven para la interacción y el aprendizaje significativo entre pares, a la vez que da libertad para elegir los propios recorridos individuales. Un webinar puede facilitar la educación virtual siempre y cuando se tomen decisiones pedagógicas (quiénes participan, cómo se relacionan, quién los acompaña en el recorrido, qué contenidos se desarrollan) y se articulen en el armado de una plataforma en línea que permita concretar las actividades propuestas.
Hay trabajos de investigación realizados que indican que en un futuro próximo se utilizaran con mucha más las conferencias web y más clases serán entregadas en línea como consecuencia del desarrollo de los dispositivos móviles. Hay que analizar cuales son los dominios apropiados para el uso de la herramienta webinar.
Hay experiencias satisfactorias en educación superior con estudiantes de pregrado o máster y también en la mejora y desarrollo profesional independiente de la materia o campo de especialización y trabajo.

## Intento de patentar la palabra «webinar»
Eric R. Korb intentó patentar el término webinar rellenando una solicitud en 1998 en la Oficina de Patentes de los Estados Unidos (USPTO, número 75478683) pero fue cancelada en 2007 tras ser reasignada a Intercall. Learn.com rellenó una reclamación de autoría del término webinar sin referencia al diseño o estilo de fuente en 2006 (número 78952304 de la USPTO). Esa reclamación fue abandonada en 2007 y no se han vuelto a registrar solicitudes de patente del término.